# Raspail (stacja metra)
Raspail – stacja 4 i 6 linii  metra  w Paryżu. Stacja znajduje się w 6. dzielnicy Paryża. Na linii 4 stacja została otwarta 30 października 1909 r, a na linii 6 - 6 października 1942. Patronem stacji jest François-Vincent Raspail.